# Atari DOS
Atari DOS — это операционная система, разработанная компанией Atari для 8-битных компьютеров и выпущенная в 1979 году. Система предназначена для управления дисками и обеспечения низкоуровневого доступа к ним. Atari DOS управляется при помощи графического пользовательского интерфейса.

## Версии Atari DOS
Существовало несколько версий Atari DOS:
- DOS 1.0 — первоначальная версия Atari DOS, выпущенная в 1979 году.
- DOS 2.0S, 2.0D — улучшенный вариант DOS 1.0, ставший стандартом для дисковода Atari 810; версия 2.0D была выпущена для дисковода 815.
- DOS 3.0 — первоначально поставлялась с дисководом Atari 1050. Использовала другой формат диска и была несовместима с DOS 2.0, и в результате не стала популярной.
- DOS 2.5 — заменила DOS 3.0 для дисковода 1050. Функционально идентична DOS 2.0S, но может читать диски расширенной плотности.
- DOS 4.0 — разработана для 1450 XLD, отменена.
- DOS XE — разработана для дисковода Atari XF 551; работает только на моделях XL/XE. Поддерживает даты файлов и поддиректории.

Также существует около десятка дисковых операционных систем для Atari от сторонних разработчиков. Некоторые из них были довольно продвинутыми, например, SpartaDOS X.